# Henry Addington
Henry Addington (1757-1844) fue un político británico que ejerció las labores del primer ministro del Reino Unido entre 1801 y 1804.

## Biografía
Henry Addington nació el 30 de mayo de 1757, y falleció el 15 de febrero de 1844.Fue hijo de Anthony Addington y Mary Addington, quien a su vez era hija del reverendo Haviland John Hiley, rector de la Reading School. Como consecuencia de la posición de su padre, Henry fue desde pequeño amigo de William Pitt (el joven). Estudió en Winchester y el Brasenose College, en Oxford, y posteriormente estudió derecho en Lincoln's Inn.
Fue elegido como Parlamentario en la Cámara de los Comunes en 1784 por Devizes. En marzo de 1801, fue elegido para destituir como primer ministro del Reino Unido al entonces presidente William Pitt.
La legislatura de Addington fue especialmente notable por su clara estupidez y la negociación en la Paz de Amiens con Francia, en 1802. Sin embargo, su probada ineficacia en asuntos bélicos, permitió a Pitt recuperar su puesto como primer ministro del Reino Unido en 1804. No obstante, su figura política continuó siendo importante, como demuestra el hecho de que el siguiente año fue nombrado vizconde de Sidmouth, y participó en el gabinete de Pitt como Lord Presidente del Consejo hasta 1806, o sus subsiguientes nombramientos como secretario de Presidencia, o ministro sin cartera.